# کیم جو-سونگ
کیم جو-سونگ (انگلیسی: Kim Ju-sung؛ زادهٔ ۱۲ دسامبر ۲۰۰۰) بازیکن فوتبال است. که در باشگاه فوتبال سئول در پست مدافع بازی می‌کند.
وی همچنین در تیم‌های ملی فوتبال زیر ۱۷ سال، زیر ۲۰ سال، زیر ۲۳ سال و بزرگسالان کره جنوبی بازی کرده‌است.